# Gaya de Medeiros
Gaya de Medeiros (Belo Horizonte, 1990) é uma bailarina, coreógrafa, diretora e produtora travesti brasileira a residir em Portugal. É fundadora da plataforma BRABA, que visa apoiar, viabilizar e financiar iniciativas lideradas e voltadas para a comunidade trans e não binária.

## Biografia
Estudou Cinema de Animação na Universidade Federal de Minas Gerais, ballet clássico, dança contemporânea, teatro e dramaturgia, tendo trabalhado durante nove anos como bailarina e sido a criadora da Companhia de Dança do Palácio das Artes, no Estado de Minas Gerais no Brasil.
Gaya é o nome inspirado na deusa da terra nas mitologias grega e romana, surgida do caos e da escuridão, e que é a origem e a base de todas as coisas que vieram depois dela, passou a ser o seu nome e a sua identidade enquanto mulher ‘trans’.
Em fevereiro de 2019 mudou-se para Portugal e trabalhou com vários encenadores como Gustavo Ciríaco no Em deriva, com Tiago Cadete no espetáculo Brasa e com Sónia Baptista no WOW, que teve apresentação na Culturgest, em Lisboa.
Como drag queen teve a sua participação com a personagem “Babaya” no Miss Drag Lisboa 2019 onde venceu o primeiro lugar do concurso.
Em 2020 participou no programa televisivo Got Talent Portugal 2020, no canal televisivo RTP, atingindo as semi-finais da edição desse ano. Nesse mesmo ano, também coreografou o musical drag online “ClockDown” (2020) e no teatro representou a personagem travesti “Agrado” como parte do elenco da encenação teatral de Tudo sobre a minha mãe, nome homónimo do filme de Pedro Almodóvar, com a direção de Daniel Gorjão.
Gaya de Medeiros fundou a Plataforma “BRABA” com o objetivo de apoiar, viabilizar e financiar criações protagonizadas e direcionadas para a comunidade trans e não binária. A partir de 2022 Gaya iniciou a pesquisa para um espetáculo intitulado "E se nós (três pontos)” onde, através da poesia e da dança, procura desconstruir os papeis de género.

## Obra

### Teatro
| Ano                  | Título             | Autoria         | Papel | Notas  |
| -------------------- | ------------------ | --------------- | ----- | ------ |
|                      | É o Amor Outra Vez | Gaya Medeiros   |       | [ 5 ]  |
| Proteína Desnaturada | Gaya Medeiros      |                 |       |        |
| 2021                 | Em Deriva          | Gustavo Ciríaco |       | [ 6 ]  |
| 2021                 | Brasa              | Tiago Cadete    |       | [ 7 ]  |
| 2021                 | Atlas da Boca      | Gaya Medeiros   |       | [ 8 ]  |
| 2022                 | Wow                | Sónia Baptista  |       | [ 9 ]  |
| 2022                 | After Party        | Gaya Medeiros   |       |        |
| 2023                 | Pai para Jantar    |                 |       | [ 10 ] |
| 2023                 | BAqUE              |                 |       |        |

### Cinema
| Ano  | Título               | Autoria  | Papel   | Notas          |
| ---- | -------------------- | -------- | ------- | -------------- |
| 2023 | Um caroço de abacate | Ary Zara | Larissa | curta-metragem |

## Reconhecimentos e prémios
- Atlas da Boca, foi considerado pelo jornal Expresso como um dos melhores espetáculos do ano.[1]
- Um caroço de abacate, com direção de Ary Zara, onde Gaya de Medeiros contracenou com o ator Ivo Canelas recebeu dois prémios e uma menção no Festival IndieLisboa. E foi eleito melhor filme queer no Festival Internacional de Curta-Metragem de Clermont-Ferrand.[11][1]
- Em 2020 alcançou as semi-finais do programa televisivo Got Talent Portugal.[1]
- Em 2019 foi vencedora do concurso Miss Drag Lisboa onde se apresentou como Babaya.[1]